# Ямусукро
Ямусукро (на френски: Yamoussoukro) е официалната столица на африканската държава Кот д'Ивоар. Има население 200 659 души (2005 година) и се намира на повече от 200 км северно от икономическата столица и най-голям град в страната, Абиджан. Разполага с международно летище. Градът се слави с Базиликата на Божията майка на мира, най-големият и висок католически храм в света, осветен от папа Йоан Павел II през 1990 година. В Ямусукро е роден Феликс Уфуе-Боани (1905-1993), първи президент на Кот д'Ивоар (1960-1993).